# Rosa corymbifera
Rosa corymbifera es un arbusto de la familia de las rosáceas.

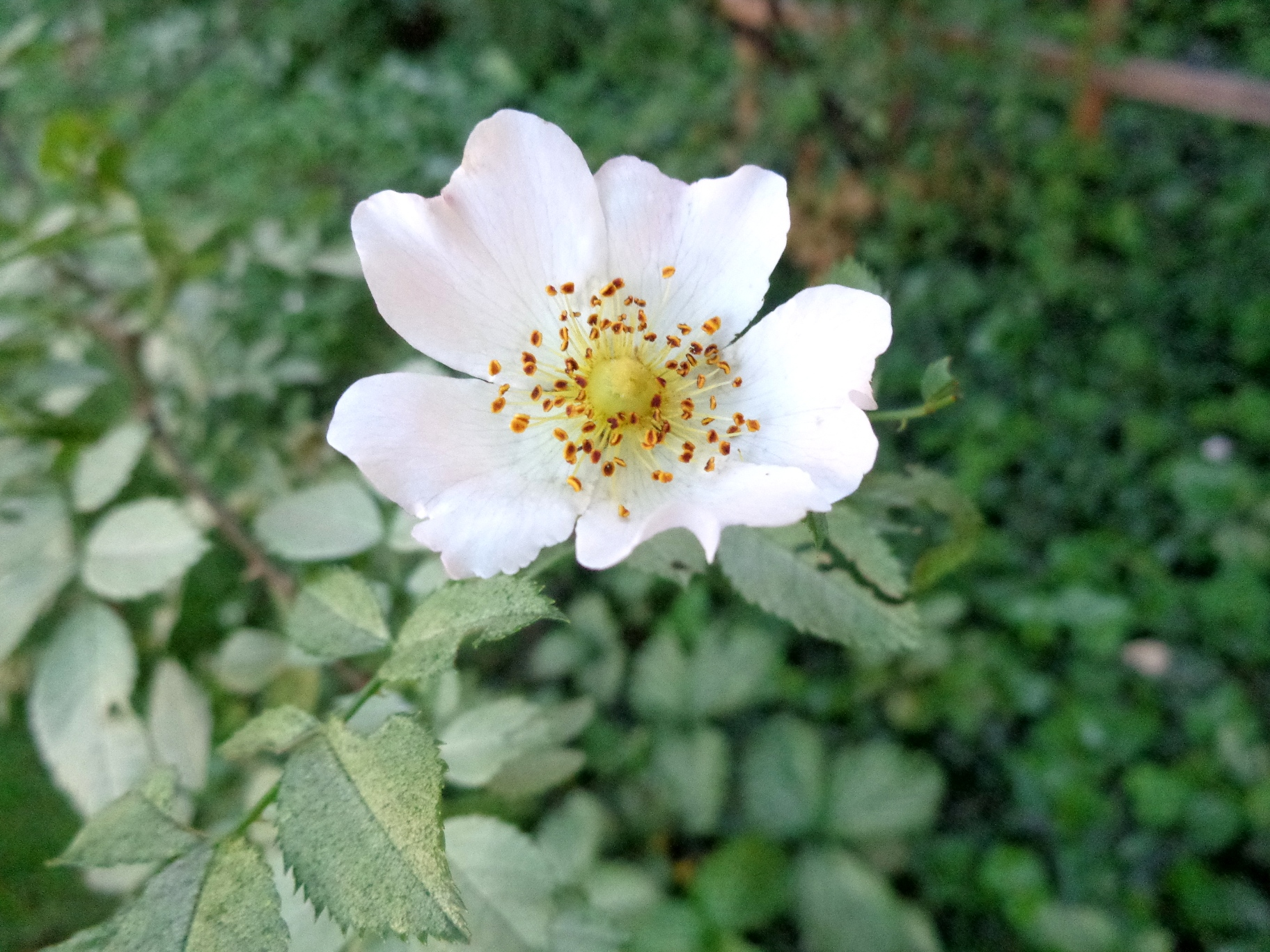
Vista de la planta

## Descripción
Escaramujo parecido a la Rosa canina, considerada por algunos autores como una simple variante de tan compleja especie, caracterizada por sus folíolos de ovales a elípticos de hasta 4 cm, envés pubescente, especialmente de jóvenes. Cuando están muy expuestos a la luz suelen cerrase plegándose por el nervio central. Flores siempre blancas de hasta 5 cm de diámetro, con los sépalos caducos, reflejos, lobulados los externos y de dorso lampiño.

## Distribución y hábitat
Se extiende por casi toda la península ibérica. Habita en setos, brezales, zarzales y espinares entre el nivel del mar y unos 1.400-1.500 m s. n. m. En lindes de melojares. Florece en primavera y verano.

## Taxonomía
Rosa corymbifera fue descrita por Moritz Balthasar Borkhausen y publicado en Versuch einer Forstbotanischen Beschreibung 319–320. 1790.
Etimología
Rosa: nombre genérico que proviene directamente y sin cambios del latín rosa que deriva a su vez del griego antiguo rhódon, , con el significado que conocemos: «la rosa» o «la flor del rosal»
corymbifera: epíteto latíno que significa "con corimbos".
Sinonimia
- Crepinia corymbifera (Borkh.) Gand.
- Rosa tomentella subsp. affinis Godr.,p.p.971[4]

## Nombre común
- Castellano: rosa de las bolas piconas, rosa silvestre, rosal silvestre.[5]